# 霍夫比伯
霍夫比伯（德語：Hofbieber）是德国黑森州的一个市镇。总面积87.20平方公里，总人口6165人，其中男性3125人，女性3040人（2011年12月31日），人口密度71人/平方公里。